# Ola Lindgren
Pour les articles homonymes, voir Lindgren.
Ola Lindgren, né le 29 février 1964 à Halmstad, est un ancien joueur de handball suédois devenu entraîneur. International suédois de handball lors de la domination de cette équipe dans les années 1990, il est ainsi quadruple champion d'Europe (1994, 1998, 2000 et 2002), double champion du monde (Championnat du monde 1990 et Championnat du monde 1999) et triple médaillé d'argent aux Jeux olympiques (1992, 1996 et 2000).

## Biographie

### Palmarès en club
- Vainqueur du Championnat de Suède (4) : 1984, 1988, 1990 et 1994
- Vice-Champion d'Allemagne (1) : 2002

### Palmarès en équipe nationale
- 375 sélections et 477 buts en équipe de Suède[1]

Jeux olympiques
- 5e place aux Jeux olympiques d'été de 1988 à Séoul,  Corée du Sud
- Médaille d'argent aux Jeux olympiques d'été de 1992 à Barcelone,  Espagne
- Médaille d'argent aux Jeux olympiques d'été de 1996 à Atlanta,  États-Unis
- Médaille d'argent aux Jeux olympiques d'été de 2000 à Sydney,  Australie

Championnats du monde
- Médaille d'or au Championnat du monde 1990,  Tchécoslovaquie
- Médaille de bronze au Championnat du monde 1993,  Suède
- Médaille de bronze au Championnat du monde 1995,  Islande
- Médaille d'argent au Championnat du monde 1997,  Japon
- Médaille d'argent au Championnat du monde 1999,  Égypte
- Médaille d'or au Championnat du monde 2001,  France

Championnats d'Europe
- Médaille d'or au Championnat d'Europe 1994,  Portugal
- Médaille d'or au Championnat d'Europe 1998,  Italie
- Médaille d'or au Championnat d'Europe 2000,  Croatie
- Médaille d'or au Championnat d'Europe 2002,  Suède

### Distinctions personnelles
- Élu meilleur handballeur suédois de l'année en 1989 et 1990
- Deuxième joueur le plus capé de l'équipe nationale de Suède (précédé par les 386 sélections de Magnus Wislander)[1]

## Carrière d'entraîneur

### Palmarès en clubs
- Vainqueur de la Coupe de l'EHF (1) : 2008
- Vainqueur du Championnat de Suède (4) : 2015, 2016, 2017, 2018

### Palmarès en équipe nationale
- Médaille d'argent aux Jeux olympiques d'été de 2012 à Londres,  Royaume-Uni